# Kannal, Athni
Kannal là một làng thuộc tehsil Athni, huyện Belgaum, bang Karnataka, Ấn Độ.